# Georges de Feure

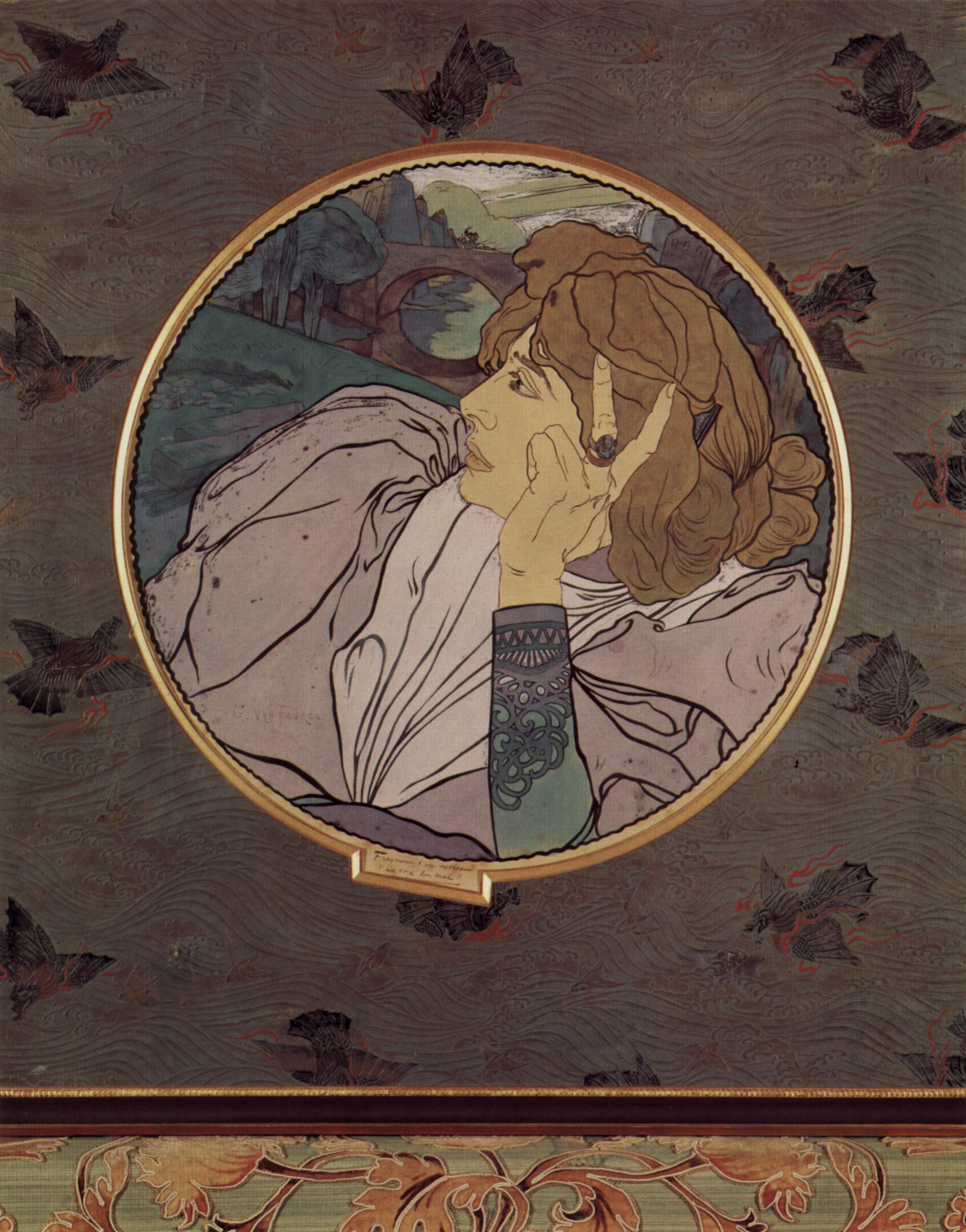
Georges de Feure, Malinconia gouache

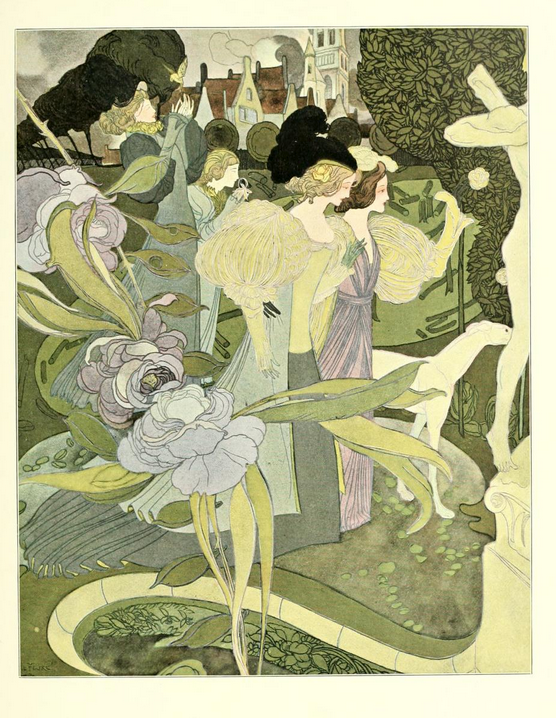
Acquerello di Georges de Feure pubblicato in The Studio

Georges de Feure, pseudonimo di Georges Joseph van Sluijters (Parigi, 6 settembre 1868 – Parigi, 26 novembre 1943), è stato un pittore e designer francese.

## Biografia
George de Feure è d'origine olandese da parte di padre e belga da parte di madre. 
È nato a Parigi nel 1868 ma, nel 1870, la famiglia è obbligata ad emigrare nei Paesi Bassi dopo l'inizio della guerra franco-prussiana. Suo padre era architetto.
Nel 1886 Georges de Feure è ammesso all'Accademia reale di belle arte di Amsterdam che egli abbandona alla fine del secondo anno. Nel 1889 si trasferisce a Parigi e va a vivere a Montmartre unendosi alla bohème parigina; la sua opera pittorica è sicuramente ispirata dall'opera di Charles Baudelaire e dai romanzi di Georges Rodenbach. 
Negli anni novanta dell'Ottocento è riconosciuto da Pierre Puvis de Chavannes come uno dei pittori più importanti del simbolismo francese. Per finanziarsi diventa illustratore per il Courrier français, Le Figaro Illustré.
La sua opera è caratterizzata da numerose rappresentazioni di femme fatale, temi ricorrenti nello stile Art Nouveau.
La sua fama come pittore simbolista e la sua esperienza di creatore di manifesti spinge il mercante d'arte Siegfried Bingad ad affidargli la realizzazione della facciata del padiglione dell'Art Nouveau all'Esposizione universale del 1900 di Parigi. Inoltre Bing affida a de Feure, a Eugène Gaillard e a Édouard Colonna, la realizzazione di due interni nello stesso padiglione. I mobili e gli oggetti decorati che egli progetta per il boudoir, vengono osannati dalla critica che vede in essi la rappresentazione della quintessenza dell'arte francese. Viene esaltata la loro delicatezza e grazia femminile. Gabriel Mourey sulla rivista Les Arts décoratifs li descrive come "uno degli insiemi decorativi più squisito e perfetto che la nostra epoca abbia creato". Tre anni prima aveva scritto un lungo articolo su de Feure in The Studio.
Quattro manifesti di Georges de Feure vengono pubblicati nella rivista Les Maîtres de l'affiche(1895-1900) ed egli collabora anche con la rivista Cocorico.
Nel 1903 una grande retrospettiva della sua opera si tiene a Amburgo e a L'Aia.
Durante i primi decenni del XX secolo continua a creare insiemi decorativi evolvendo dall'Art Nouveau all'Art Deco e nel 1909 fonda la De feure & Deperdussin (DFD & Cie), una compagnia di costruzione di monoplani a retropropulsione inversa. Saranno due i modelli che usciranno dagli ateliers, il DFD1 e il DFD2, al cui progetto si unirà Louis Béchereau. 
Nel corso dei primi test, alla fine del 1910, George de Feure subisce un grave incidente e si ritira da questa attività.
Si orienta, allora, verso la confezione di costumi e decori per il teatro, in particolare a Londra dove si trasferisce durante la prima guerra mondiale. 
Durante gli anni venti del Novecento George de Feure è direttore artistico dei magazzini Madeleine Vionnet, poi per gli stabilimenti Schwarz-Haumont, specializzati nella costruzione di strutture metalliche artistiche. 
Morì il 26 novembre 1943 nella Parigi occupata dai nazisti.

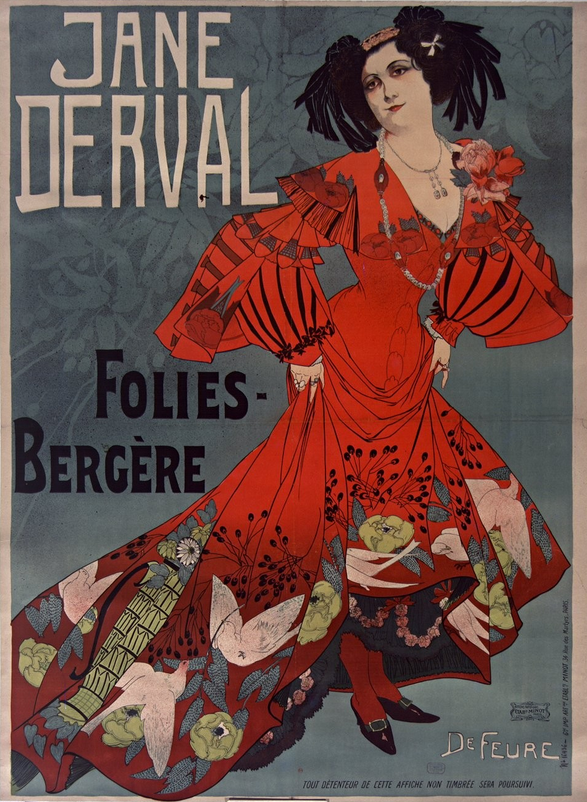
Jane Derval, poster di de Feure

## Opere esposte

### Manifesti esposti al Dipartimento delle Stampe della Biblioteca nazionale francese
- Casino de Paris. Edmée Lescot chanteuse cosmopolite, litografia, [1890]
- Fonty. Tous les soirs, Concert Européen, litografia, [1890]
- Le Diablotin journal [...] Bruxelles, litografia, 1892
- Paris-Almanach édité par Edmond Sagot, litografia, 1894
- Thés Palais Indiens, le meilleur des thés, litografia, 1894
- V° Exposition du 1er au 31 octobre, Salon des Cent, litografia, 1894
- L'Horloge. Naya, litografia, 1894
- Léo-Bert. Européen, litografia, 1895
- Tous les soirs [...], Comédie Parisienne [...], La Loïe Fuller dans sa création nouvelle Salomé, litografia, 1895
- Marjolaine, litografia, 1896
- Chimères et grimaces: chansons de Xavier Privas, litografia, 1897
- La Dépêche, litografia, 1902
- Jane Derval. Folies-Bergère, litografia, 1904

### Altre esposizioni
- Le Journal des ventes, manifesto litografato, [1899], stampato a Bruxellese, Museo delle arti decorative di Parigi
- Paysage avec arbres, aquarelle, esquisse de travail, s.d., Rijksmuseum Amsterdam
- Vase en cuivre et argent, metallo e smalto, avec Jakob Rappoport, 1902, Museo di belle arti di Budapest
- Numerosi oggetti decorativi: vasi, stoviglie, pettini, ecc., stile Art nouveau, Museo delle arti decorative di Parigi
- Le Château fantastique, huile sur panneau, 35 x 55 cm, s.d., Musée des Ursulines de Mâcon

## Opere illustrate
- Féminies: huit chapitres inédits dévoués à la femme, à l'amour, à la beauté par Gyp, Abel Hermant, Henri Lavedan, Marcel Schwob et Octave Uzanne. Académie des beaux livres, 1896.
- La Porte des rêves de Marcel Schwob, 16 bois originaux et encadrements. Pour les bibliophiles indépendants dirigée par Octave Uzanne, Paris, Henri Floury, 1899, 220 esemplari.